# Pays-Bas au Concours Eurovision de la chanson 2010
Les Pays-Bas ont participé au Concours Eurovision de la chanson 2010. 
| Interprète(s)   | Points | Classement |
| --------------- | ------ | ---------- |
| Sieneke         | 2      | 1          |
| Vinzzent        | 1      | 3          |
| Marlous Oosting | 0      | 4          |
| Peggy Mays      | 0      | 4          |
| LOEKS           | 2      | 2          |